# آدری رینز
آدری رینز یکی از شخصیت‌های سریال ۲۴ بوده‌است که کیم راور این عنوان را بازی می‌کند.

## ایفای نقش
آدری رینز در فصل‌های ۴٬۵٬۶ مجموعه تلویزیونی ۲۴ ایفای نقش می‌کند.

### فصل چهارم
در این فصل آدری با جک باور، مأمور فدرال دولت ارتباط عاطفی دارد، در اوایل او به همراه پدرش وزیر جیمز هلر توسط تروریست‌ها ربوده می‌شوند که با تلاش جک نجات می‌یابند، در اوایل او همسر سابقش را دوباره می‌بیند و احساساتش در حال تغییر است؛ پس از این طی اتفاقاتی همسر سابقش کشته می‌شود ولی آدری تصور می‌کند جک مقصر این است که البته پس از مدتی جک را می‌بخشد.

### فصل پنجم
در این فصل آدری دوباره جک را می‌بیند و در احساساتش تأثیر می‌گذارد، او در ادارهٔ CTU لس آنجلس مشغول به کار است، در اوایل به او تهمت جاسوسی می‌زنند ولی بعد از مدتی این اتهام رفع می‌شود، همچنین در اواخر فصل آدری توسط برخی عوامل نزدیک به رئیس‌جمهور خائن چارلز لوگان ربوده و به گروگان گرفته می‌شود که با تلاش جک نجات می‌یابد.

### فصل ششم
دراین فصل اوگروگان چینی هااست ومشکل روانی پیدا کرده وجک درازای برد دفاعی روسیه ودادن آن به چینی‌ها اوراآزادمید ولی درآخرفصل ششم انتقام او را می‌گیرد وپیش اورفته وبااو برای همیشه خداحافظی مکند